# 환상게임
《환상게임 , 幻想 Game》(ふしぎ遊戯 후시기 유우기[*])은 와타세 유우의 소녀 만화작품이자, 동명을 원작으로 한 애니메이션이다. 대한민국에서는 《환상게임》 및 《판타스틱 게임》이라는 이름으로 출간된 바 있으며, 투니버스에서도 여러차례 재방송을 해 주었을 만큼 애니메이션도 팬들의 호응을 많이 받았다. 주작편의 전편으로, 현무의 무녀인 오쿠다 타키코 (奧田多喜子)를 주인공으로 한 현무개전 (玄武開傳)이 2003년부터 2013년까지 10여년 동안 연재되었고 현재는 2015년부터 현무개전과 주작편의 중간 편으로, 오스기 스즈노(大杉鈴乃)를 주인공으로 한 백호이문(白虎仙記)이 연재중이다.

## 작품 소개
사신천지서라는 고대 소설책을 통해 다른 차원의 세계로 가게 된다는 설정은 이세계(異世界) 소환 만화에서 흔히 볼 수 있는 설정이지만 여기에 주작, 청룡, 현무, 백호와 같은 동양의 도가사상에 기반한 4개 세력과 함께, 각각의 세력이 7명의 전사를 모아 각자를 상징하는 성물을 소환하면 소원을 이룰 수 있다는 이야기가 가미됨으로써 이야기가 흥미진진하게 진행된다.
게다가 현실세계에서 절친한 친구가 각 세력의 무녀가 되어 대치하는 구도로 진행되고, 각 전사들과의 이루어질 수 없는 사랑이야기가 들어가면서 이 작품은 한층 더 탄탄한 긴장·갈등관계를 이루며 치밀하게 진행된다.
관련 팬시 상품들로도 유명한 작품이며, 특히 일본 순정만화 중 영문권 국가들에서도 폭발적인 인기를 끈 것으로도 주목을 받았다.
환상게임 애니메이션으로는 TV 시리즈를 비롯해 1기~3기까지 13편의 OVA가 있으며, TV 시리즈의 경우, 총 52화로 1995년 4월 6일부터 1996년 3월 28일까지 테레비 도쿄를 통해 방영되었다. 투니버스에서는 52화 전편 방송되었다. 1997년 6월 투니버스에서 방영되었었는데 당시엔 케이블도 지상파와 마찬가지로 왜색이 짙은 부분을 편집하는 성향이 있었으므로 왜색이 있는 일부분을 편집해야 했다. (홍콩 ATV는 등급을 전체 관람가로 맞추기 위해 선정성이 전체 관람가에 맞추기 부적절한 장면들을 편집) 그리고 2021년 7월 8일에 애니맥스 코리아에서 재방영되었다.

## 줄거리
중학교 3학년인 미주(미아카)는 수험을 앞두고 친구 진아(유이)와 국립 도서관에 가게된다. 그러던 중 미주는 붉은 색을 띈 새를 보고 뒤따라 가게된다.
중요 문서 자료실에 들어가게 된 미주는 뒤따라온 진아와 함께 우연히〈사신천지서〉라는 오래된 중국 서적을 발견하게 된다. 책을 펼치고 읽는 순간 둘은 붉은 빛과 함께 서적 안으로 빨려 들어간다.
고대 중국을 닮은 이세계에서 각각 주작·청룡의 무녀가 된다. 미주는 책안의 세계를 지켜 자신의 세계로 돌아오기 위해, 그녀를 돕는 주작 칠성사와 함께 힘을 모으고, 또한 칠성사 중 한 명인 유귀와 강한 연을 맺게 된다.
한편, 세계 파멸의 야망을 안고 있던 청룡 칠성사 유심은, 진아를 속여 미주와 적대시킨다. 이에 미주는 전국에 흩어져 있는 칠성사를 모아 성수를 불러낼 수 있도록, 여행을 계속한다. 그러나 주작, 청룡을 소환하기 위해서는 한 가지 조건이 있었다. 그 조건이란 바로 칠성사 전원과 그에 합당한 무녀가 갖추어져 있어야 하는 것이었다. 이를 저지하기 위한 유심의 책략에 의해 주작 및 청룡 칠성사는 차례차례로 목숨을 잃어 간다. 그러던 중, 유심의 명을 받아 움직이던 또 다른 청룡 칠성사인 유항에 의해 주작 및 청룡, 양측의 첫 성수소환은 좌절되었으나, 과거에 나타난 현무, 백호의 무녀들이 남긴 신좌보를 모으는 것으로, 무녀만 있으면 성수를 불러내는 것이 가능한 것을 알게 된다. 최종적으로 신좌보를 통해 성수소환에 성공한 쪽은 청룡 측으로, 청룡의 무녀인 진아는 성수가 소환되었을 시에 들어주는 세 가지 소원 중 첫 번째 소원으로서 주작을 봉인한다. 그 뒤, 두 번째 소원으로 미주를 책의 세계로부터 추방, 진아와 미주는 현실 세계에 귀환한다.
현실 세계에 돌아오게 된 미주의 뒤를 쫓아, 유귀도 책의 세계로부터 현실 세계로 나타난다. 거기서 유귀는 자신이 〈책안의 인물〉이라고 하는 허구의 존재이며, 지금까지의 사건은 스스로에게 있어서는 현실이지만 미주와 진아에게 있어서는 모두 현실이랑은 아무런 관계도 없는 가공의 사건에 지나지 않는다는 사실을 알게 된다.
미주의 오빠와 그의 친구는, 사신이 소원을 실현하기 위해서는 무녀를 산재물로서 바쳐야 한다는 것을 알리고, 다만 무녀가 강한 마음의 소유자라면 소환된 성수에게 먹히지 않는다는 것을 미주에게 고한다. 그러나 진아의 몸은 이미 청룡에 침식당하고 있었고 이를 안 미주는 빈사상태의 진아를 유심의 손으로부터 구출하려 한다. 간신히 유심의 본심을 알아차린 진아는 미주와 화해, 마지막 소원으로서 주작을 소환할 힘을 미주에게 주지만 곧 청룡에게 먹히고 만다.
그로 인해 성수소환의 힘을 얻게 된 미주는 주작을 소환, 그 첫 번째 소원으로 청룡으로부터 진아를 돌려줄 것을 요구한다. 이어서 두 번째 소원으로는 청룡을 봉인하고, 이에 따라 청룡의 가호를 잃은 유심은 유귀에 의해 쓰러지고 만다. 세계를 파멸로부터 구한 미주는 마지막 소원을 사용, 유귀와 결코 헤어지지 않을 것을 바란다. 주작은 여러 가지 경험을 거쳐 마음의 성장을 이룬 미주의 소원을 받아들여 유귀는 진유귀로서 미주의 세계에 환생한다. 그러나 이와 다르게 애니메이션에서의 미주의 마지막 소원은 “투쟁에 의해 파괴된 거리를 원래대로 되돌리는 일”로 원작과는 달라, 유귀의 환생은 그들이 서로 진실되게 사랑하는 마음에 반응하여 나타난 기적으로 여겨진다.

## 등장인물
미디어 믹스전개 때문에, 성우 캐스팅이 복수 존재한다.
- 주작·청룡·현무주변에 대해서는(애니메이션판 / CD북판)의 순서.
- 주작·청룡의 PS2용 게임 담당 성우에 대해서는 게임의 항을 참조.
- 백호는 애니메이션판의 성우.
- 현무는 「현무개전」으로서 기용된 각 미디어별의 성우에 대해서는 현무개전의 항참조

강미주(유우키 미아카)
소진아(혼고 유이)
강용주(유우키 케이스케)(일본어: 夕城奎介)
성우:미키 신이치로/토비타 노부오(일본), 손원일(한국),
미주의 오빠, 8화부터 등장했으며 초기에는 여동생 미주에게 그 책인 "사심 천지서"에 가지말라고 설득 했으나 끝내 미주가 사심 천지서 속으로 들어가자 얼떨결에 "사심 천지서 관리인"이 된다. 그리고 중간중간에 나와 미주와 주작칠전사의 상황을 살펴봐 준다.
그러다 28화에 자신의 친구 철만이의 도움을 받게 되며 45화에는 책 속 인간인 유귀를 만나고 47화에는 청룡 칠전사 유각을 만나 죽을 위험에 처하기도 하지만, 49화에서 청룡 칠전사 두목인 유심이 나와 미주, 진아를 위협하지만 사심천지서 속에 있던 남은 주작 칠전사 유익, 유정을 불러내는 통 큰 도움을 미주에게 준다.
철만(카지와라 테츠야)(일본어: 梶原哲也)
성우:나리타 켄/모리카와 토시유키
미주 오빠 용주의 친구, 28화가 첫 등장이며, 용주가 빌려간 10,000원을 돌려 받으려고 용주를 찾았는데, 얼떨결에 용주에게서 사심 천지서 소개를 받아 용주와 같이 사심 천지서 조사를 돕는다. 얼마 뒤 책 속인간 유귀를 목격하고, 47화에는 청룡 칠전사 유각을 만나 죽을 위험에 처하지만, 50화에서 미주가 꺼낸 미주 친구 진아를 구해주고, 그 이후 철만은 진아와 커플이 된다.

### 주작 홍남국
유귀
유성 (환상게임)
유유
유정
유익
유진(미츠카케)(일본어: 軫宿)/묘 수안(묘 주안)(일본어: 妙寿安)
성우：이시이 코지/코스기 쥬로타(일본), 정승욱(한국), 유소문(홍콩)
의사인데도 자신이 가장 사랑했던 소화를 구할 수 없었던 것에 절망해, 마을에서 벗어나 고양이와 함께 살고 있다. 왼쪽 손바닥에 〈軫(진)〉의 문자가 있다.
주작 칠성사 중 유일하게 치유 능력의 소유자. 고양이인 〈타마〉를 데리고 있다.
상당히 큰 체격에 과묵한 성격이기 때문에 실제 나이 이상으로 생각되기 일쑤다.
치유 능력은 그 자신의 체력이나 정신력을 혹사시키기 때문에, 하루에 여러번 사용하는 것은 불가능하다.
태일군으로부터는 성수를 내려 받음.
전투 중 상처를 입었는데에도 자신의 마지막 남은 힘으로 어린 아이를 치유 한 끝에 사망.
5월 7일생. 199cm. O형. 22세.
유장(치리코)(일본어: 張宿)/왕 도휘(오 도우쿤)(일본어: 王道煇)
성우：카와카미 토모코/오리카사 아이(일본), 김선희(한국), (증패의)(홍콩)
아직 어린 소년인데도 우수한 성적으로 과거에 합격. 그러나 그것은 칠성사로서의 능력으로, 문자가 나와 있지 않을 때에는 지력(知力)을 발휘할 수 없다. 왼발에 〈張(장)〉의 문자가 있다.
무녀가 칠성사를 모으고 있다는 것을 알고는 있었지만, 문자가 나오지 않는 기간이 길게 지속되어 모습을 나타내지 못하고 있었다.
문자가 나왔을 때의 자신과 그렇지 않을 때의 자신의 갭을 컴플렉스로 생각하고 있다.
또한 몸집이 작고 가녀린 얼굴 생김새로 인해 남자다움을 동경한다.
평상시는 대범하고 의젓한 소년. 주작 칠성사 중 최연소.
태일군으로부터 두루마리를 내려 받았으며, 후에 그 두루마리는 청룡 봉인 시에 사용된다.
유기에게 몸을 빼앗겨 주작 칠성사를 위험에 빠트릴 뻔했으나 이를 저지하기 위하여 스스로 목숨을 끊는다.
3월 19일생. 148cm. A형. 13세.
태일군(일본어: 太一君)
성우:쿄우다 히사코/미즈하라 린(일본), 성선녀(한국)
냥냥(일본어: 娘娘)
성우:히카미 쿄코
타마(たま)
소화(일본어: 少華)
성우:사카키바라 요시코
봉기(일본어: 鳳綺)
성우:사카모토 치카/타카야마 미나미
예청제
홍남국의 제5대 황제.
유성의 아들.

### 청룡 구동국
유심(나카고)(일본어: 心宿)/아유르(アユル)
성우：후루사와 토오루/오키아유 료타로(일본), 김수중(한국)
구동국의 장군으로, 국내 병력의 대부분을 장악하고 있다.
금발 벽안의 이민족인 것으로 인해 박해를 받은 과거를 가지고 있다.
어릴 적, 습격한 군사를 앞에 두고 처음으로 칠성사로서의 힘에 눈을 떴으나, 너무 강대한 그 힘으로 어머니도 다치게 해 버린다.
'칠성사로서 보호한다'는 명목으로 끌려간 궁전에서 구동국 황제의 위로자(창부)가 된다.
세계의 모두를 증오하여 스스로의 목적을 위해 청룡의 힘을 이용하려고 한다.
소설판에서의 본명은 아율. 아버지는 당시 구동국의 장군이었으며, 유심에 의해 살해당했다.
유귀와 같이 '기(氣)'를 조종하지만, 무인으로서 검을 이용한 전투에도 꽤 강하다.
이마에 〈心(심)〉의 문자를 가진다. 유귀와의 전투의 끝에 사망.
귀에 걸고 있던 피어스만을 남겨둔 채 소멸하였으나, 피어스는 유이에 계승되었다.
신장 193cm. 25세.
유각(스보시)(일본어: 角宿)/부 슈운가쿠(일본어: 武俊角)
성우：우에다 유지(일본), 최재호(한국)
유항의 쌍둥이 남동생. 형을 지나칠 정도로 사랑하고 있다. 형과는 정반대의 성격으로 쉽게 흥분하는 형.
형을 죽인(후에 죽지 않은 것으로 판명되었지만) 유귀를 미워해 그의 가족을 참살하는 등, 형에 비해 격한 천성을 가지고 있다.
형 이외에는 처음으로 상냥하게 대해 준 유이를 마음에 담지만, 억지로 강요했기 때문인가 그녀에게 거부된다.
그러나, 그 후에도 단념하지 못하고 최후의 순간까지 그녀를 생각한다. 자신의 연적인 유귀와의 싸움 끝에 사망.
유성추라고 하는 암기(暗器)를 사용해 공격한다.
다만, 유각의 능력은 유성추를 사용하지 않고서는 낼 수 없다.
본명은 무준각. 왼쪽 어깨에 〈角(각)〉의 문자를 가진다.
유항(아미보시)(일본어: 亢宿)/부 코투쿠(일본어: 武亢徳)
성우 : 우에다 유지/이와나가 테츠야, 최준영 (한국)
유각의 쌍둥이 형, 피리를 불어 사람의 마음등을 조정할 수 있다.
중반엔 유심의 명령으로 주작쪽에서 주작 칠성사인것처럼 행동하여 주작 소환을 방해하였다.
그리고 최후에는, 강에서 떨어질뻔했으나 미주가 잡아주었지만, 결국 자신이 손을놓아 목숨을 끊는다.
하지만 그는 한 마을에서 그저 평범한 가족이되어 있었고, 미주에게 사랑에 빠진다.
그러나, 미주와 유귀를 이어주고, 유저에게서 유귀와 미주를 구한뒤, 죽게된다
유방(소이)(일본어: 房宿)/하쿠 카엔(일본어: 白花婉)
성우 : 타나카 아츠코/오리카사 아이, 이지영 (한국)
양쪽 칠성사중 유일한 여자. 주술을 사용할 수 있는듯하다.
중반부에는 유저와 힘을합해 (유저는 유귀에게 유방이 미주로보이는 주술을건다)
하지만 잘 먹히는 중, 유귀의 강한 정신력으로 깼다.
그러나, 후반부의 홍남국과의 싸움에서 전사한다.
그녀는 죽기 직전, 어렸을때의 자신을 구해준 유심을 사랑했다고 말한다.
유저
유미(아시타레)(일본어: 尾宿)
성우:오오토모 류자부로/후루타 노부유키
유기(미보시)(일본어: 箕宿)
성우:나카자와 미도리, 성선녀(한국)

### 백호 서랑국
오오스기 스즈노(성영미)(최영선)(일본어: 大杉鈴乃)성우 - 나카자와 미도리, 이지영(한국)
백호의 무녀. 사신천지서속 세계에서 최초의 무녀인 타키코의 강림 110년 후 백호의 나라 서랑국에 강림한 2번째 무녀이다. 온화하고 얌전하며 조용한 성격의 소녀이다.겉보기에는 연약하고 얌전한 이미지이나 강한 의지와 마음을 가지고 있어 신수한테 먹히는 무녀의 운명을 이겨내고 원래 세계로 돌아갔다.
백호 칠성사인 유루와 사랑에 빠졌고 유루와 영원히 함께하게 위해 자신을 책 속에 있게 해달라고 빌었으나 백호는 무녀는 백호를 불러내기 위해 잠시 이곳에 오는 존재로 다른 세계 사람끼리는 이루어줄수 없다고 했기에 백호를 불러낸 후에는 결국 홀로 현실세계로 돌아가 평온히 천수를 다했다. 그러나 죽는날까지 유루를 잊지못하고 그리워하며 유루와 한날 한시에 죽는다.
유루(타타라) (카사루 초니에)(일본어: 婁宿) / カサル＝ツォニェ성우 - 야마노이 진, 이주창(한국)
백호 칠성사의 루성으로 뛰어난 미모를 자랑하는 칠성사이다. 식물을 조종하는 능력으로 이 능력은 공격과 방어가 다채로우며 이 능력으로 신좌보를 지켜왔다. 침착하고 상냥한 성격을 가진 칠성사로 백호의 무녀인 스조노가 남긴 신좌보를 지키기 위해 같은 백호 칠성사인 유묘가 가진 육체를 늙지 않게 하는 술법을 이용해 스스로 육체의 나이를 멈추어 90년동안 스즈노가 남긴 신좌보를 지킨다. 하지만 이 술법은 육체를 젊은 상태로 유지시켜 주는 대신 반대로 몸 안의 노화를 촉진시켜 오히려 수명을 단축시킨다.
백호의 무녀인 스즈노와 사랑하는 사이었으나 다른 칠성사들은 너희들은 이루어질 수 없다며 반대했다. 결국 스즈노가 백호를 불러낸 후 그 소원은 이루어지지 않고 스즈노는 원래 세계로 돌아갔으며 유루는 자진해서 그 술법에 걸려 신좌보를 백호의 성좌에서 90년동안 지키나 90년후 미아카한테 주려던 신좌보를 유이에 의해 빼앗겨 되찾으려 싸우나 결국 술법에 의해 이미 죽어가는 몸으로 무리하다가 전사한다.
유루는 타마호메와 미아카에게 비록 헤어질걸 알고 있었다고 해도 나와 스즈노가 사랑하는 마음은 변함이 없고, 그녀가 행복하기만 하다면 난 행복하다. 비록 떨어져 있어도 우리 마음은 언제나 하나로 이어져있어 다시는 만나지 못한다고 해도 서로 사랑했던걸 후회하지 않으며 우린 언제나 함께한다고 말하고 스즈노와 한날 한시에 죽는다.
유묘(스바루) (두란 하무)(일본어: 昴宿) / ドゥリン＝ハム성우 - 도이 미카, 이현진(한국)
```
생일 : 5월 1일, 나이 : (90년후-107세), 신장 : 163
 
cm, 혈액형 : O형, 취미 : 요리/쇼핑
```

백호 칠성사의 묘성으로 왼쪽 가슴에 묘자가 나타난다. 뛰어난 미모와 몸매를 자랑하는 칠성사로 유규와는 부부 사이이며 동료 칠성사가 남긴 아이를 양녀로 맡아서 유규와 키우고 있다.
서랑국 소수민족인 납족 출신으로 칠성사로서의 능력은 육체의 시간을 자유자재로 조종하는 힘으로 이 힘으로 유루의육체의 나이를 멈추게해 신좌보를 지켰으며 청룡 칠성사와의 전투에서 미야카 일행을 이 술법으로 유규와 90년전 육체로 돌아가 도운다. 왕언니 타입으로 남을 잘 챙겨준다.
유규(토카키) (란바 하무)(일본어: 奎宿) / ランヴァ＝ハム성우 - 이시이 코우지 / 젊은 시절 시가 카츠야, 홍시호(한국)
```
생일 11월 11일, 나이 : (90년후-109세), 신장 : 183
 
cm, 출신지 : 이다, 취미 : 여자 꼬시기
```

백호 칠성사의 규성으로 왼쪽 뺨에 규자가 나타난다. 유귀의 격투기 스승이며 성격은 자유분방하고 유귀나 유익처럼 다혈질기가 있다. 서랑국 수도인 이다 출신으로 유귀에게는 격투기 스승이며 거의 백호 칠성사의 리더격이나 바람기많고 여자 밝히는 문제가 옥의 티이다.
칠성사로서의 능력은 다채롭다. 순간이동 능력이나 점혈을 이용한 치유 능력도 겸비하고 있어 유귀를 치료한다. 귀에 한 귀고리를 이용한 격투 능력이 주공격이다.
유루와 스즈노의 결말을 옆에서 지켜봤기에 무녀와 칠성사의 사랑은 이루어질 수 없다는 것을알고 유귀와 미야카 사이를 반대했으나 유루의 스즈노를 향한 마음이 여전했고 미주와 유귀의 사랑이 깨어질수 없다는 것을 알게된다. 미야카 일행을 유묘와 유루와 도우며 유루의 시신을 구한 뒤에 유묘와 원래 나이로 돌아간다.

### 현무 북갑국
오쿠다 타키코(선우다희)(백다희)(일본어: 奥田多喜子)성우 - 타나카 아츠코(OVA만)/ 유키노 사츠키(환상게임 현무개전드라마CD&게임판)
```
생일 : 9월 22일생, 나이 : 17세, 신장 : 154
 
cm, 혈액형 : O형, 취미 : 소품 만들기,
```

최초로 사신천지서 속에 들어가 북갑국에서 현무를 강림시킨 최초의 무녀로 이 책을 중국에서 가져온 오쿠다 에이노스케(선우영진)(백영규)의 외동딸이다. 평소 가정을 내팽기치는 아버지를 원망했으며, 아버지와 싸움 끝에 책속으로 빨려 들어갔다.
성실한 노력가에 굳세고 당찬 성격으로, 어떤 무녀보다 의지가 강했다. 미아카와는 달리 당시엔 무녀가 처음 온 데다 북갑국에선 무녀와 칠성사는 불운의 상징이라고 생각되어 고생을 많이했다. 미인에 공부, 운동 못하는 것이없는 팔방미인으로, 성적은 학년 톱에 월도가 특기로 그 실력은 구동국 용병대장을 무찌를 정도로 강하다.
후에 무녀가 신수에게 몸을 바치는 산제물 이란 것을 알게 되면서도 유녀와 칠성사와 북갑국을 위해 사신천지서에 다시 들어간다.
현무 칠성사의 리더인 유녀와 사랑에 빠져 영원한 사랑을 멩세했으며 결혼에 성공해 북갑국의 황후가 된다. 하지만 어머니한테 폐병이 감염되고 북갑국을 지키기 위해, 현무를 불러냈으나 타키코의 강한 의지와 마음으로도 병들어 죽어가던 타키코의 몸은 이미 신수를 감당할 수 있는 몸이 아니었고 2번째 소원까지 빌고 아버지 에이노스케가 자신의 심장을 찌르자 피로 연결된 타키코 역시 심장에 이상이와 유녀가 좋아했던 곤돌라의 노래를 부르며 유녀의 품안에서 죽어간다.
유녀(리무드 로운)
```
생일 : 1월 28일생, 나이 : 16세, 신장 :175
 
cm(여 :165
 
cm), 혈액형 : O형, 취미 : 딱히 없음.
```

북갑국의 숨겨진 황자이자 최초의 칠성사인 현무 칠성사의 녀성으로 가슴 중앙에 <女>자가 나타난다. 칠성사의 힘을 쓰면 여자로 변하며, 그 제약은 자신의 정체를 숨기고 적을 방심시키는데 도움이되기 때문에, 유용하게 쓰인다. 칠성사의 힘은 단번에 수천의 적을격퇴하는 만능 바람으로 적의 무리를 날려버리고 주위를 순식간에 베어버려 쑥대밭으로 만드는 등 바람의 공격은 강하고 다채롭다. 화살을 튕겨내거나 멀리 이동도 할 수 있으며, 입김안 약하게 불어도 배를 움직일수 있다. 이 질풍의 힘으로 천명의 목을 베어 풍참귀 리무드란 별명을 갖고 범죄자로 쫓기게 된다. 타키코가 사신천지서 속으로 들어와 처음에 만난 칠성사이다.
미남에 의지가 굳으며 강하고 당찬 성격으로 적장 앞에서도 당당한 태도를 보이며 쿨한 성격이다. 아들이 태어나면 자신을 죽일거란 예언에 의해 아버지인 황제의 형 테무단 로운으로부터 태어날때부터 목숨의 위협을 받게 되어 도주 생활을 하게 된다. 그 결과 최강의 전사가 되었으며 자신을 지켜준 소르엔을 제외하고는 믿지 않았고, 칠성사가 되는것을 거부했다. 하지만 동료 칠성사들과 같이 여행을 계속하는 동안 서서히 동료들과 신뢰를 쌓게되어 현무 칠성사의 리더로 모두를 중심에서 움직이는 존재가 된다.
현무의 무녀인 타키코와 사랑하는 사이가 되고 무녀가 현무에게 먹히는 산 제물이라는 것을 알고 타키코를 원래 세계로돌려보낼 정도로 타키코를 아낀다. 타키코가 돌아오고 결혼에 성공했으며 아버지와의 오해를 풀고 북갑국 차기 황제가 됐으나 타키코가 곤돌라의 노래를 부르며 죽고, 주검이된 그녀를 안으며 타키코만을 사랑하며 죽는날까지 두번다시 재혼하지 않는다.
116세를 마지막으로 세상을 떠났으며 북갑국 역사상 가장 훌륭한 황제로 남는다. 후에 북갑국 백성들의 간절한 소원으로 죽어서 타키코와 다시만나 영원히 헤어지지 않게된다.
미남에 쿨하고 멋진 이미지로 인기가 대단했으며 환상게임 인기투표에서도 전작에서 최고 인기였던 유유를 제치고 당당히 인기투표 1위에 올랐다.
유허(토미테)(차무카 탄)(일본어: 虚宿) / チャムカ＝ターン성우 - 이와나가 테츠야 / 호리카와 료, 홍시호 (한국)
```
생일 : 2월 14일생, 나이 : 16세, 신장 :173
 
cm, 혈액형 : B형, 취미 : 사냥
```

타키코와 처음부터 여행을 같이한 칠성사다. 현무 칠성사의 허성으로 왼쪽 어깨에 <虛>자가 나타난다. 북갑국 소수민족인 가(可)족 출신으로 가난 때문에, 현상금 사냥꾼을 하며 유녀를 쫓다가 유녀가 자신과 같은 칠성사라는 것을 알게된다. 칠성사의 힘은 공격과 방어 모두 능한 얼음이며 절대로 빚나가지 않는 얼음 화살을 사방으로 쏜다. 그 위력은 요마의몸을 꿰뚫을 정도이며 상대를 얼음속에 얼리거나 얼음 화상의 모양을 바꿔 상대를 공격하기도 한다. 또 다른 능력은 백발백중의 활 솜씨로 부족 최고의 궁사이며 그 솜씨는 독약을 마셔 정신이 몽룡한 상태에서도 표적을 정확히 맞춘다.
솔직하고 올곧으며 뜨겁고 순수한 혼을 가진 열혈남으로 어머니를 위해 현상금 사냥꾼 일을 할 만큼 효자이다. 다혈질적이고 불같은 성격이라 무모하고 앞뒤 안가리는 면이 있지만, 뜨겁고 순수한 한결같은 마음으로 소년같은 긍정적인 자세로 유두를 동료로 맞아들이고 전투에서 먼저 활을 쏘고 현무 칠성사 일행의 선두를 담당하며 무거운 분위기의 현무 일행을 전진케 하고 밝게 만드는 원동력이다.
유두와는 의형제 사이로 굉장히 친하다. 타키코를 사랑했으나 타키코가 사랑하는 사람이 유녀였기에 포기하고 칠성사로서의 의무를 다한다. 구동국과의 전쟁 때, 유두와 같이 전사하고 타키코의 성명석 목걸이인 신좌보를 유두와 함께 잔류사념으로 남아 새로운 무녀를 기다리며 지킨다.
유두(히키츠)(에무타르 첸)(일본어: 斗宿) / エムタト＝チェン성우 - 히야마 노부유키 / 츠지타니 코우지, 최준영 (한국)
```
생일 : 12월 6일생, 나이 : 21세, 신장 :184
 
cm 혈액형 : A형, 취미 : 말 타고 멀리 나가기
```

미남에 침착하고 어른스러운 현무 칠성사의 두성으로 오른쪽 눈동자에 <斗>자가 나타난다. 유허의 가족과 동맹을 맺고있는 북갑국 소수민족인 한(汗)족 출신으로 칠성사의 글자가 눈동자에 있어서 본인의 의지와는 상관없이, 눈을 마주치면 나타나기 때문에, 평소땐 능력을 쓰지 않기위해 안대나 붕대로 오른쪽 눈을 가리고 있다. 능력은 두가지로 첫번째 능력은 사경감으로 눈을 마주치면 다른 사람의 마음속을 파헤친다. 두번째 능력은 물을 다양한 형태로 변화시켜 공격한다. 주요 공격은 물의 용으로 상대를 산산조각내는 것이다.
침착하고 어른스러우며 내면을 쉽게 들어내지 않는 사려깊은 성격으로 냉철한 판단력과 현명함으로 브레이크 없이 날뛰는 유녀와 유허를 진정시키는 역할을 한다. 그러면서도 냉철한 용모 속엔, 여동생을 굉장히 아끼는 뜨거운 마음을 가지고 있다.
의형제이자 단짝인 유허와 죽는날까지 함께였으며 죽은 후에 유허와 같이 신좌보를 유허와 잔류사념으로 남아 신좌보를받을 새로운 무녀를 기다리며 지킨다.
뛰어난 외모와 침착한 성격으로 유녀 다음으로 인기가 많았다.
오쿠다 에이노스케(일본어: 奥田永之助)성우 - 나카노 유타카 / 오오카와 토오루（환상게임 현무개전드라마CD&게임판）

### 천정과 지살 사천왕
원작 제2부(OVA2)의 스토리.
천정(일본어: 天罡)성우 - 코스기 쥬로타 / 시오자와 카네토
시교 렌(박성현)(일본어: 祀行斂) / 렌호우(성현)(일본어: 斂芳)성우 - 이시다 아키라
카미시로 미이루(박신희)(일본어: 神代魅) / 미이스우(신희)(일본어: 魅嵩)성우 - 아마노 유리
한귀 비고(히코우)(일본어: 旱鬼・飛皋)성우 - 타카기 와타루
용수(요우스이)(일본어: 俑帥)성우 - 토치카 코이치・미도리카와 히카루

### 그 외
사카키 마요(일본어: 榊真夜)성우 - 노다 쥰코
환상게임 외전7~8 －영광전－밑OVA3의 주인공으로, 주작의 2대째 무녀.
오오토리 마도카(일본어: 鳳まどか)
게임환상게임 주작이문의 주인공. 주작의 무녀
히무로 미사키(일본어: 氷室深咲)성우 - 오노 료코
게임환상게임 주작이문에 있어서 주인공의 소꿉친구. 청룡의 무녀.

## 용어
사정국
사신의 전설
칠성사
신좌보
매체
사신천지서와 사신천지서

## 소설
일러스트·원작：와타세유우. 저자：니시자키 메구미.
1. 환상게임 외전 -겐로전-
2. 환상게임 외전 -승룡전-
3. 환상게임 외전 -설야차전-
4. 환상게임 외전 -유성전-
5. 환상게임 외전 -주작비전-
6. 환상게임 외전 -청람전-
7. 환상게임 외전 -영광전(상편)-
8. 환상게임 외전 -영광전(하편)-
9. 환상게임 외전 -주옥전-
10. 환상게임 외전 -봉명전-
11. 환상게임 외전 -우애전-
12. 환상게임 외전 -삼보전(상편)-
13. 환상게임 외전 -삼보전(하편)-

## TV애니메이션

### 원작과의 애니메이션의 차이점
- 강미주가 입시에서 고민하는 것에 대한 묘사나, 강미주의 엄마와의 언쟁 장면이나 커트등, 초반에서의 전개가 다르다.
- 유장(치리코)의 「글자가 나오고 있을 때와 사라지고 있을 때의 성격이 틀리다」 설정이나, 여진실국(女誠国)편의 에피소드가 없다.
- 별보기 축제의 내용이 다르다.
- 각각의 칠성들이 사망할 때의 연출이 있다.
- 유심(나카고)이 죽을 때까지의 유귀(타마호메)와의 회화.
- 강미주의 최후의 소원이 「전쟁으로 부서진 거리를 다시 올바르게 되돌려줘」-(애니메이션), 「유귀(타마호메)와 함께 있고싶어」-(원작)
- 원작에서는 직접 진유귀(타카)에 환생 하지만, 애니메이션에서는 유귀(타마호메)인 채로 환생 하여, 그 후에 진유귀(타카)로 환생 한다.
- 원작에 여기저기 있던 속옷 노출장면이 많이 줄었다, 또 잔혹묘사도 삼가되고 있다.

### 스탭
- 원작 - 와타세 유우 （쇼가쿠칸 출판사에서 간행한다)
- 감독 - 카메가키 하지메
- 각본 - 우라사와 요시오
- 캐릭터 디자인· 각 이야기 에필로그 총 작화 감독 - 모토하시 히데유키
- 미술 감독 - 나가사키 히토시
- 메카 디자인 - 나가시마 마유미
- 색채 설계 - 이와미 미카
- 촬영감독 - 이시즈카 토모
- 음악 - 혼마 유스케
- 음향 감독 - 시미즈 카츠노리
- 애니메이션 제작 - 아오키 시게오
- 감독 - 이와타 케이스케(도쿄TV), 기무라 교타로, 하기노 켄
- 제작 - 도쿄TV、 XEBEC l Production I.G l YOMIKO ADVERTISING、피에로

### 주제가
일본판
오프닝테마
「사랑스러운 사람을 위해서」
작사 - 아오키 쿠미코 / 작곡 - 키요오카 치호 / 편곡 - 야노 타츠미 / 노래 - 사토 아케미
엔딩테마
「두근거림의 도화선」
작사 - 리노즈카 레오 / 작곡 - 이에하라 마사츠구 / 편곡 - 야마나카 노리마사 / 노래 - 콘노 유카리
한국판
오프닝테마
「사랑하는 사람을 위하여」
개사 - 신동식, 이창희, 윤희선 외 / 작곡·편곡 - 이창희 / 노래 - 김현아
엔딩테마
「두근거림의 도화선」
작곡·편곡 - 이창희 / 노래 - 김현아
삽입곡
「알고 있었을텐데..」
개사 - 신동식 / 노래 - 김현아

## OVA

### 오리지널 비디오 시리즈 환상게임(OVA1)

#### 주제가(OVA1)
오프닝 테마
「아침이 오기 전에(夜が明ける前に)」
노래 - 사토 아케미
삽입곡
「Voice」
작사 - 아오키 쿠미코 / 작곡 - 이에하라 마사츠구 / 편곡 - 야마나카 노리마사 / 노래 - 미도리카와 히카루
엔딩 테마
「내일의 나를 믿고 싶어(明日の私を信じたい)」
작사 - 아오키 쿠미코 / 작곡 - 이에하라 마사츠구 / 편곡 - 야마나카 노리마사 / 노래 - 이시즈카 사오리

### 환상게임 제2부(OVA2)

#### 주제가(OVA2)
오프닝 테마
「Star」
작사 - 아오키 쿠미코 / 작곡 - 키요오카 치호 / 편곡 - 야노 타츠미 / 노래 - 사토 아케미
엔딩 테마
「꿈일지도 몰라(夢かもしれない)」
작사 - 아오키 쿠미코 / 작곡 - 이에하라 마사츠구/ 편곡 - 야마나카 노리마사 / 노래 - The S・h・e

### 환상게임 -영광전-(OVA3)

#### 주제가(OVA3)
오프닝 테마
「지상의 성좌(地上の星座)」
작사 - 모리 유리코 / 작곡·편곡 - 사카이 요시 / 노래 - 우에노 요코
엔딩테마
「YES-여기에 영원이 있어-(YES-ここに永遠がある-)」
작사 - 모리 유리코 / 작곡·편곡 - 사카이 요시 / 노래 - 코야스 타케히토

## 게임
오토메이트에서 2008년 5월 29일에 발매된 플레이 스테이션 2 게임.
2009년 6월 25일에는 《환상게임 현무개전 외전 거울의 무녀 》와 《환상게임 주작이문》이 커플링 된 닌텐도 DS 소프트 〈환상게임DS〉가 발매되었다. 한정판에는 드라마 CD의 주작편 《주작7전사, 유유쟁탈전!?》과 현무편 《한밤중의 격투! 전설의 버섯을 찾아서》가 동봉되었다.
주작의 무녀인 주인공 및 청룡의 무녀인 친구는, 만화와는 달리 미주와 진아가 아닌 오리지날 캐릭터이다. 성우 또한 과거의 드라마 CD·애니메이션과는 달리 새로 캐스팅 되었다.

### 성우 리스트
- 주작

- 오토리 마도카 (음성 없음)

본 작품의 주인공. 주작의 무녀.
- 타마호메 (성우: 미야노 마모루)
- 유성 (성우:코니시 카츠유키)
- 유유 (성우:미나가와 쥰코)
- 유익 (성우:토리우미 코스케)
- 유진 (성우:미야케 켄타)
- 유정 (성우:미야타 코우키)
- 유장 (성우:키무라 아키코)

- 청룡

- 히무로 미사기(성우:오노 료코)

작품의 소꼽친구. 청룡의 무녀.
- 유심 (성우:나리타 켄)
- 유항 (성우:카키하라 테츠야)
- 유방 (성우:혼나 요코)
- 유저 (성우:나카무라 유이치)
- 유미 (성우:노무라 켄지)
- 유기 (성우:야마우치 토시오)

- 현무

- 유허 (성우:이와나가 테츠야)
- 유두 (성우:히야마 노부유키)

- 백호

- 유루 (성우:쿠스다 토시유키)

- 그 외

- 태일군 (성우:카사이 사키)
- 오빠 (성우:노미야 카즈노리)
- 소화 (성우:카타가이 마코)
- 土黙勒 (성우:니시마츠 카즈히코)
- 유귀의 아버지 (성우:스기사키 료)
- 유이렌 (성우:와다 카요)
- 타다히데 (성우:키쿠치 코코로)

#### 주제가
- 오프닝 테마 〈DISCOVERY〉

작사：타나카 히데노리
작곡：野間康介
편곡：Jin Nakamura
노래：미야노 마모루